# Benny Gantz
Binyamín "Benny" Gantz (hebreu: בנימין "בני" גנץ‎) (Kfar Ahim, Israel, 9 de juny de 1959) és un militar i polític israelià que fou el 20è cap de l'Estat Major de les Forces de Defensa d'Israel de febrer de 2011 fins al febrer de 2015. El desembre de 2018 creà el partit polític Resiliència per a Israel. Posteriorment el partit s'alià amb Yesh Atid per tal de formar una aliança centrista per a les eleccions legislatives del 9 d'abril de 2019. Aquesta coalició s'anomena Blau i Blanc.
Després de tres eleccions consecutives, finalment, després de les de 2020, Gantz pactà un govern d'unitat amb Netanyahu en el qual cadascú exerciria de primer ministre durant un any i mig. Això provocà el trencament de la coalició Blau i Blanc atès que Yeix Atid i la majoria de membres del Telem no donaren suport al pacte. Durant el primer any i mig en què Netanyahu exercia de primer ministre, Gantza ocupà el càrrec de ministre de defensa.
El 12 d'octubre el Partit de la Unitat Nacional va anunciar que formaria un gabinet de guerra amb el Likkud. Benny Gantz va ser nomenat ministre sense cartera en el govern de Benjamin Netanyahu, del que va sortir el 9 de juny de 2024.